# Dondurma
Dondurma (tiếng Thổ Nhĩ Kỳ: Maraş dondurması) là một loại kem phổ biến ở Thổ Nhĩ Kỳ, Hy Lạp, các nước Ả Rập. Nó có nghĩa là "Kem lạnh của thành phố Maraş", còn được gọi là Dövme dondurma là loại kem nhũ hương của người Thổ Nhĩ Kỳ. Nó có các thành phần chính là kem sữa, kem tươi, salep, nhũ hương và đường.

## Mô tả
Hai tính chất phân biệt kem Thổ Nhĩ Kỳ với các loại kem khác: kết cấu cứng và khả năng chống tan chảy, được tạo ra bằng cách thêm vào các chất làm đặc salep, một loại bột làm từ rễ của hoa lan tím và nhũ hương, một loại nhựa tạo ra sự dẻo dai.
Vùng Kahramanmaraş được biết đến với maraş dondurması, một loại kem có chứa nhiều salep hơn bình thường. Do rất cứng và dính nên đôi khi nó được ăn bằng dao và nĩa.

## Tiêu thụ và trong văn hóa
Dondurma được bán từ xe đẩy của những người bán hàng rong và tại các cửa hàng, hỗn hợp được khuấy thường xuyên để giữ cho nó luôn dẻo. Người bán kem thường trêu chọc khách hàng bằng cách phục vụ kem đã ốp trên quặng bánh ốc quế, để chúng trên que, và sau đó xoay nó xung quanh, giả vờ đưa kem và rút lại. Điều này đôi khi dẫn đến sự hiểu lầm giữa các khách hàng không quen với văn hóa này. Người bán kem thường mặc quần áo truyền thống của thời kỳ Ottoman.
Một số nơi ở Thổ Nhĩ Kỳ, người ta thường coi kem là một loại Shawarma, một loại thịt được cắt khẩu phần từng lát bằng dao.
Tính đến năm 2010, tỷ lệ tiêu thụ trung bình ở Thổ Nhĩ Kỳ là 2,8 lít kem mỗi người mỗi năm (so với Hoa Kỳ là 14,2 lít/người và nước đứng đầu tiêu thụ thế giới là Úc ở mức 17,9 lít vào năm 2010).
Một số người Thổ Nhĩ Kỳ tin rằng thực phẩm lạnh, chẳng hạn như kem, sẽ gây ra các bệnh chẳng hạn như viêm họng và cảm lạnh thông thường; người ta cho rằng ăn kem loại này sẽ chống lại những tác động sức khỏe.
Sự phổ biến của Salepli dondurma đã gây ra sự suy giảm của hoa lan tím hoang dã trong khu vực và dẫn đến lệnh cấm xuất khẩu salep.
Dondurma cũng được tiêu thụ ở Hy Lạp, đặc biệt là ở phía bắc của đất nước này, nơi nó được gọi là "dudurmas" hoặc "kaimaki".

## Các loại kem nhũ hương khác
- Kem ướt Hy Lạp thường có hương vị tốt nhất vì chất lượng cao của mastic.
- Kem ướp lạnh ướt hoặc Booza, sữa kem) là kem dạng sợi và đàn hồi. Nó rất dính, làm cho nó tan chảy chậm hơn khi tiêu thụ ở các quốc gia Ả rập có khí hậu nóng bức. Ở Iraq, kem thường được ăn trên thanh gỗ vuông. Loại này phổ biến nhất ở Syria và Li-băng. Tại thành phố cổ Damascus, có một cửa hàng kem nổi tiếng gọi là "bakdash" nổi tiếng ở thế giới Ả rập với kem ướp lạnh Ả rập. Đây là một điểm thu hút phổ biến cho khách du lịch, đặc biệt là du khách từ các quốc gia Ả rập.